# Burleson
Burleson és una població dels Estats Units a l'estat de Texas. Segons el cens del 2009 tenia 34.350 habitants.

## Demografia
Segons el cens del 2000, Burleson tenia 20.976 habitants, 7.610 habitatges, i 5.981 famílies. La densitat de població era de 412,2 habitants/km².
Per edats la població es repartia de la següent manera: un 29,1% tenia menys de 18 anys, un 7,8% entre 18 i 24, un 31,9% entre 25 i 44, un 21,1% de 45 a 60 i un 10,1% 65 anys o més.
L'edat mediana era de 34 anys. Per cada 100 dones de 18 o més anys hi havia 89 homes.
La renda mediana per habitatge era de 50.432$ i la renda mediana per família de 56.031$. Els homes tenien una renda mediana de 40.567$ mentre que les dones 27.032$. La renda per capita de la població era de 20.175$. Aproximadament el 4,9% de les famílies i el 6% de la població estaven per davall del llindar de pobresa.

## Poblacions més properes
El següent diagrama mostra les poblacions més properes.